# 諾魯鐵路

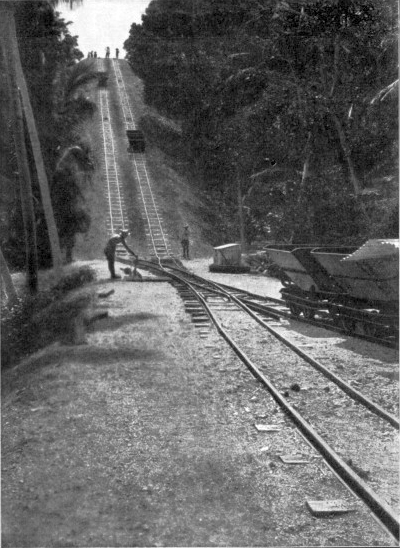
1908年的諾魯鐵路

諾魯鐵路的主要用途是從島嶼中部把磷運往西部海岸愛和區，1907年太平洋璘礦公司建造了一條共長3.9公里610mm窄軌鐵路，1920年英國磷酸鹽委員會把鐵路擴寬至914mm。以往鐵路運輸是採用蒸汽機車，現今改用柴油機車運輸，有時會使用拖拉機。
由於磷礦幾乎被採光，鐵路的命運仍然未明，但在2008年仍有火車行駛。
諾魯的磷礦火車曾出現在諾魯郵票中，包括1980年和1985年發行的郵票系列。